# Embaixada da Austrália em Lisboa
A Embaixada da Austrália em Lisboa é uma missão diplomática que tem como objetivo promover os interesses da Austrália em Portugal e está sediada em Lisboa.